# Вороны
Во́роны (лат. Corvus) — род птиц из семейства врановых (Corvidae). Род включает виды, известные как во́роны, воро́ны, грачи. Между «во́ронами» и «воро́нами» нет чёткого различия, так как эти наименования присваиваются различным видам главным образом на основе их размера: во́роны, как правило, крупнее ворон.
Представители этого рода встречаются на всех континентах, за исключением Южной Америки и Антарктиды, и на некоторых островах. Род воронов составляет около трети всех видов в семействе врановых. Недавние исследования показали, что некоторые виды воронов способны не только использовать орудия труда, но и создавать их. Вороны в настоящее время считаются одними из самых умных животных в мире, а их коэффициент энцефализации равен таковому многих приматов.

## Этимология
Звукоподражательная основа слова *k’er- означает общеиндоевропейское «ворон» и в славянские языки перешла с колебанием на начальный *u-. От праславянского *vorna в числе прочего произошли: церковнославянское врана (κορώνη), укр. воро́на, болг. вра́на, сербохорв. вра̏на, словенск. vrána, чешск. vrána, словацк. vrana, польск. wrona, кашуб. varna, словин. vãrna. Исконно родственно литовскому várna «ворона», древнепрусскому warne — то же. Праславянский *vorna, литовский várna < *u̯ōrnā (от *u̯ornos «ворон»): ворона обозначается как связанная с вороном.

## Описание
Оперение всех видов воронов преимущественно чёрное или чёрно-серое, иногда с белыми участками. Тело крепкое с сильными клювом и ногами. Половой диморфизм слабо выражен.

## Список видов
В состав рода включают 50 видов:
- Блестящий ворон (Corvus splendens)
- Новокаледонский ворон (Corvus moneduloides)
- Сулавесский ворон (Corvus typicus)
- Бангайская ворона (Corvus unicolor)
- Малый ворон (Corvus enca)
- Corvus celebensis
- Corvus samarensis
- Corvus sierramadrensis
- Corvus pusillus
- Corvus violaceus
- Флоресский ворон (Corvus florensis)
- Гуамский ворон (Corvus kubaryi)
- Молуккский ворон (Corvus validus)
- Белоклювый ворон (Corvus woodfordi)
- Corvus meeki
- Гигантский ворон (Corvus fuscicapillus)
- Серый ворон (Corvus tristis)
- Капский ворон (Corvus capensis)
- Грач (Corvus frugilegus)
- Американский ворон (Corvus brachyrhynchos)
- Мексиканский ворон (Corvus imparatus)
- Corvus sinaloae
- Рыбный ворон (Corvus ossifragus)
- Пальмовый ворон (Corvus palmarum)
- Corvus minutus
- Ямайский ворон (Corvus jamaicensis)
- Кубинский ворон (Corvus nasicus)
- Антильский ворон (Corvus leucognaphalus)
- Гавайский ворон (Corvus hawaiiensis)
- Чёрная ворона (Corvus corone)
- Серая ворона (Corvus cornix)
- Ошейниковый ворон (Corvus torquatus)
- Большеклювая ворона (Corvus macrorhynchos)
- Corvus levaillantii
- Corvus culminatus
- Corvus philippinus
- Австралийский ворон (Corvus orru)
- Corvus insularis
- Беннетов ворон (Corvus bennetti)
- Тасманийский ворон (Corvus tasmanicus)
- Южноавстралийская ворона (Corvus mellori)
- Австралийская ворона (Corvus coronoides)
- Пегий ворон (Corvus albus)
- Пустынный буроголовый ворон (Corvus ruficollis)
- Corvus edithae
- Обыкновенный ворон (Corvus corax)
- Белошейная ворона (Corvus cryptoleucus)
- Щетинистая ворона (Corvus rhipidurus)
- Белощёкий ворон (Corvus albicollis)
- Толстоклювый ворон (Corvus crassirostris)

## Продолжительность жизни
Распространённое мнение, согласно которому во́роны живут больше века, не соответствует действительности. Они, как и попугаи, могут достигать возраста 70—75 лет. Самой старой известной американской вороне в дикой природе было почти 30 лет. Самая старая известная ворона, жившая в неволе, умерла в возрасте 59 лет.

## В массовой культуре и мифологии
Овидий писал о вороне как о предвестнице дождя (Amores 2,6, 34).
Ворон упоминается в библейской и в месопотамской версиях сказания о всемирном потопе:
- Согласно 8-й главе библейской Книги Бытие, Ной сначала выпустил во́рона, но он «отлетал и прилетал», затем Ной трижды (каждую неделю) выпускал голубя (или голубку), который в первый раз вернулся ни с чем, во второй раз принёс масличный лист, наконец в третий раз не возвратился.
- В месопотамском «Эпосе о Гильгамеше» Утнапишти посылает голубку осмотреться в поисках земли. Голубка сделала круг и вернулась. Тогда Утнапишти отправил ворона, который не вернулся, и Утнапишти решил, что ворон нашёл землю[12].

Согласно китайской мифологии раньше в мире было десять солнц, поддерживаемых десятью воронами. Однажды встать решили сразу все десять солнц, что могло привести к катастрофе. Тогда боги отправили Хоу И, который оставил в живых лишь одного из воронов, убив остальных.
В ирландской мифологии ворон ассоциируется с богиней войны и смерти Морриган.
В скандинавской мифологии во́роны Хугин и Мунин летают по всему Мидгарду и сообщают богу Одину о происходящем.
В Швеции, согласно древним поверьям, ворон — это душа умершего человека.